# Fürstentum von der Leyen
Das Fürstentum von der Leyen war ein von 1806 bis 1813 bestehender Kleinstaat im Südwesten Deutschlands und rheinischer Bundesstaat unter dem Protektorat des Kaisers der Franzosen, regiert vom Hause Leyen. Es fiel 1818 an das Großherzogtum Baden.

## Geschichte

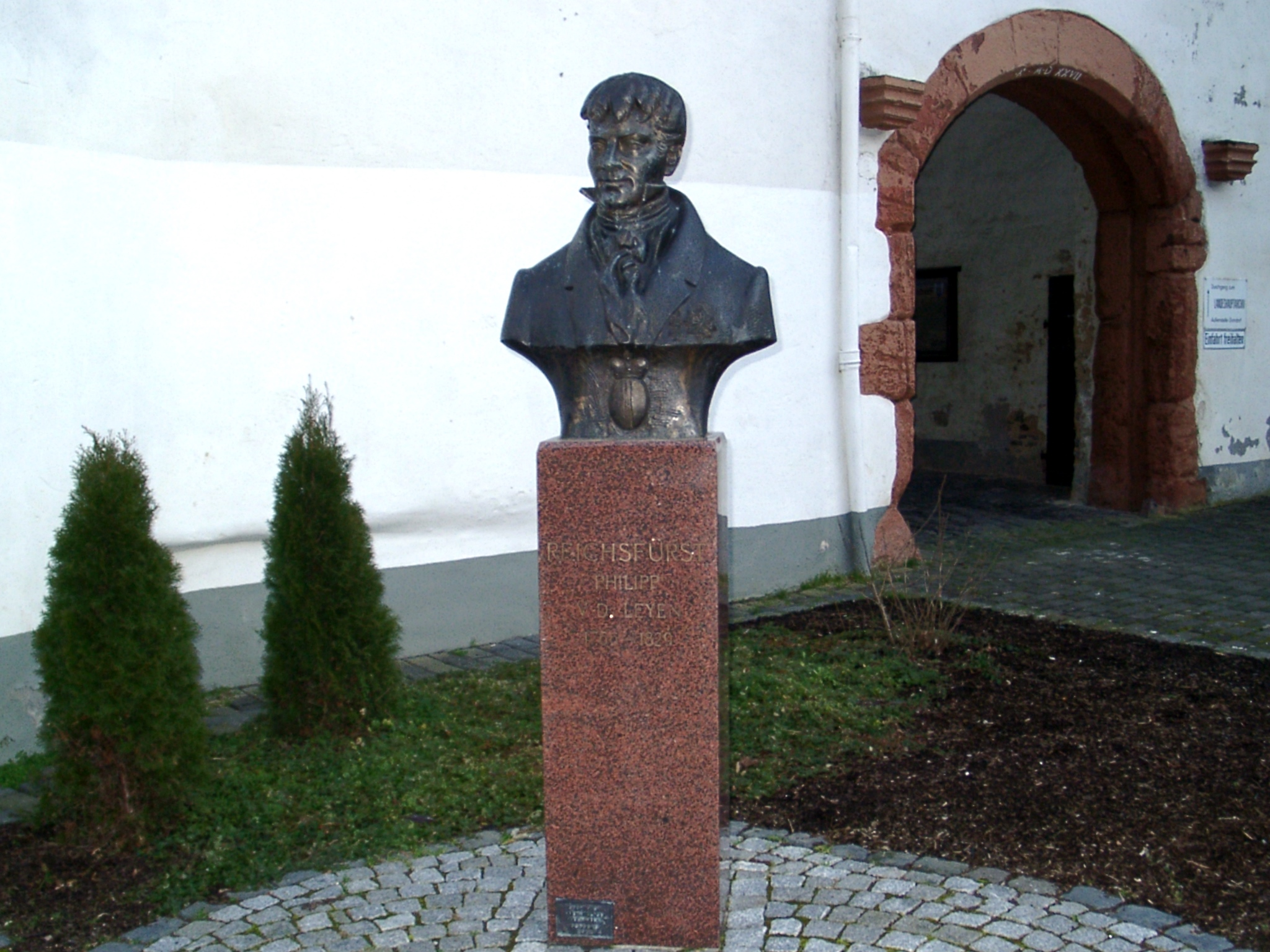
Büste des Fürsten Philipp Franz im Stammsitz seiner Familie in Gondorf

Das Fürstentum entstand 1806 in der Nachfolge der Grafschaft Hohengeroldseck und war ringsum von badischem Territorium umschlossen. Seine Existenz verdankte der Kleinstaat dem Umstand, dass Graf Philipp Franz von der Leyen ein Neffe des Großherzogs von Frankfurt, Fürstprimas Karl Theodor von Dalberg, war. Das Fürstentum war Mitglied des von Napoleon dominierten Rheinbunds. Das souveräne Fürstentum mit seinen 4500 Einwohnern war zweieinhalb Quadratmeilen groß und in neun Vogteien untergliedert, die unter einem Oberamt standen. Hauptort war der Flecken Seelbach (Schutter), die fürstliche Residenz befand sich jedoch in Schloss Arenfels am Rhein.
Nach der Völkerschlacht bei Leipzig trat Fürst Philipp, der seit Jahren in Paris lebte, der Koalition unter Führung Preußens, Russlands und Österreichs nicht bei. Deshalb wurde Hohengeroldseck am 12. Dezember 1813 als „herrenloses Land“ eingezogen und unter die Verwaltung der Siegermächte gestellt. Als Fürst Philipp sich später um einen Beitritt zur Koalition bemühte, wurde ihm dies nun verwehrt.
Durch den Wiener Kongress gelangte Hohengeroldseck zunächst 1815 an Österreich. Auf dem Aachener Kongress 1818 gelangte es durch Gebietsaustausch an das Großherzogtum Baden: Baden erhielt Hohengeroldseck, dafür trat es das Amt Steinfeld an Österreich ab, das es wiederum dem Königreich Bayern überließ. Die Übergabe Hohengeroldsecks an Baden erfolgte am 4. Oktober 1819. Das Gebiet wurde zunächst als „Provisorisches Amt Hohengeroldseck“ verwaltet, bis es am 1. März 1831 dem Amt Lahr zugeschlagen wurde.